# Boris Yoffe
Boris Yoffe  (en russe : Борис Йоффе né le 21 décembre 1968 à Léningrad) est un compositeur israélien d'origine russe, en résidence à Karlsruhe, en Allemagne.

## Biographie
Boris Yoffe étudie d'abord le violon à huit ans, mais se tourne très jeune vers la composition (1979). Il entre au conservatoire Rimski-Korsakov de Saint-Pétersbourg (alors encore Leningrad) et étudie avec Janneta Metallidi et S. Bilimov. Il obtient son diplôme en 1989. Ses premières œuvres – dès ses seize ans – ont la primeur d'être jouées par le Orchestre philharmonique de Saint-Pétersbourg en 1983.
Il émigre en Israël dès 1990, juste avant la dissolution de l'union soviétique et complète sa formation au violon par des études à la Rubin Academy of Music de l'Université de Tel Aviv (diplômé en 1995). En 1997 il s'installe à Karlsruhe en Allemagne, pour étudier avec Wolfgang Rihm. Vers cette époque, il commence la composition d'une série de petites pièces pour quatuor à cordes, dont le chiffre dépasse les 2 000 pages. Celles-ci ont été données au Centre d'art et de technologie des médias de Karlsruhe en mai 2003 et enregistrées pour le label ECM label par le Quatuor Rosamunde avec le Hilliard Ensemble. Ses œuvres ont été également jouées par Patricia Kopatchinskaja, Sol Gabetta et Konstantin Lifschitz.
Son épouse est la pianiste Angela Yoffe

## Œuvres
Boris Yoffe est très attiré par les travaux de Galina Ustvolskaya (maître de Zhanneta Metallidi) et Morton Feldman. Il compose pour la voix sur des poèmes de John Donne, Rilke, Robert Frost, Andreï Platonov, Ossip Mandelstam, François Villon et plusieurs opéras : L'histoire du rabbin et son fils (2003) et Esther (2006) basé sur la tragédie de Racine. Son « Livre de Quatuors », cycle de miniatures d’une page au plus, a été très appréciée par Wolfgang Rihm.

### Piano
- Muse der Demut
- Sonata Ricercata
- Angelus novus
- Mit geschlossenen Augen, pièces pour piano pour enfant
- 3 Bagatelles. Dédié à Angela Yoffe, son épouse.

### Musique de chambre
- D. Gabrielli. Quatre Ricercari, pour violoncelle seul - avec un commentaire pour un deuxième violoncelle
- Sonnet (Lautespieler) pour viole de gambe
- Six Projets pour la Sonate de Vinteuil, pour violon seul. Dédiée à son créateur, Daniel Kobyliansky
- Essay pour violon et piano. Dédié à Patricia Kopatchinskaja
- Baum [Arbre] pour basson. Dédié à Diego Chenna
- Volksweise pour violon seul. Dédié à Kolja Lessing
- Aria pour trio à cordes
- Ohne Titel pour alto seul. Dédié à Roman Spitzer
- Caprichos pour violoncelle et guitare
- Oratio de hominis dignitate, pour guitare. Dédié à Pavel Chlopovsky
- Leicht, aber mit Hingabe, pour violon seul

### Vocale
- Quatre, cycle de mélodies sur des poèmes de Villon, Mandelstam et sur le chapitre premier des Ise monogatari.
- L'histoire du rabbin et son fils, opéra (2003)
- Esther de Racine, opéra (2006)

## Récompenses
Prix de l'académie des beaux-arts de Bavière (2000)

## Discographie
- 32 Gedichte aus dem Quarttbuch - Patricia Kopatchinskaja et Daniel Kobyliansky, violons ; Roman Spitzer, alto ; Dmitri Dichtiar, violoncelle (17–19 mai 2004, SWR/Antes Editions BM-CD 31.9192)[4]
- Musical Semantics, Pièces de musique de chambre : violon solo, trio à cordes, viole de gambe, violon et piano, guitare… (11 août 2006, 25 janvier 2007, SWR/Megadisc MDC 7798)[5]
- Cantique des cantiques - Quatuor Rosamunde : Andreas Reiner et Diane Pascal, violons ; Helmut Nicolai, alto ; Anja Lechner violoncelle, The Hilliard Ensemble : David James, contreténor ; Rogers Covey-Crump et Steven Harrold ténors ; Gordon Jones, baryton (novembre 2009, ECM 2174)[6]